# Гюнтер Йордан (офіцер)
Не плутати з підводником!
Гюнтер Йордан (нім. Günther Jordan; 7 березня 1892 — ?) — німецький офіцер, оберстлейтенант резерву вермахту. Кавалер Лицарського хреста Залізного хреста.

## Нагороди
- Залізний хрест 2-го і 1-го класу
- Почесний хрест ветерана війни з мечами
- Застібка до Залізного хреста 2-го і 1-го класу
- Німецький хрест в золоті (26 грудня 1941) — як ротмістр резерву 97-го розвідувального дивізіону 97-ї легкої піхотної дивізії.
- Медаль «За зимову кампанію на Сході 1941/42»
- Сертифікат Пошани Головнокомандувача Сухопутних військ Вермахту (№1311; 16 жовтня 1942) — як майор резерву і командир 97-го велосипедного дивізіону 97-ї єгерської дивізії.
- Почесна застібка на орденську стрічку для Сухопутних військ (25 лютого 1945) — як оберстлейтенант резерву 23-го єгерського полку 12-ї авіапольової дивізії.
- Лицарський хрест Залізного хреста (17 березня 1945) — як командир свого полку.